# Vladimir Marcenko
Vladimir Marcenko (în rusă Владимир Марченко; n. 22 septembrie 1952, Groznîi, RSFS Rusă, URSS) este un gimnast artistic ce a reprezentat Uniunea Republicilor Sovietice Socialiste, medaliat olimpic. A participat la o ediție a Jocurilor Olimpice (1976) în care a câștigat două medalii de argint.

## Participări
Lista de mai jos prezintă principalele competiții la care a participat Vladimir Marcenko de-a lungul carierei.
- gymnastics at the 1976 Summer Olympics – men's floor[*]